# Halimah Nakaayi
Halimah Nakaayi (Mukono, 16 de outubro de 1994) é uma meio-fundista ugandense, campeã mundial dos 800 metros em Doha 2019.